# 黃金列車

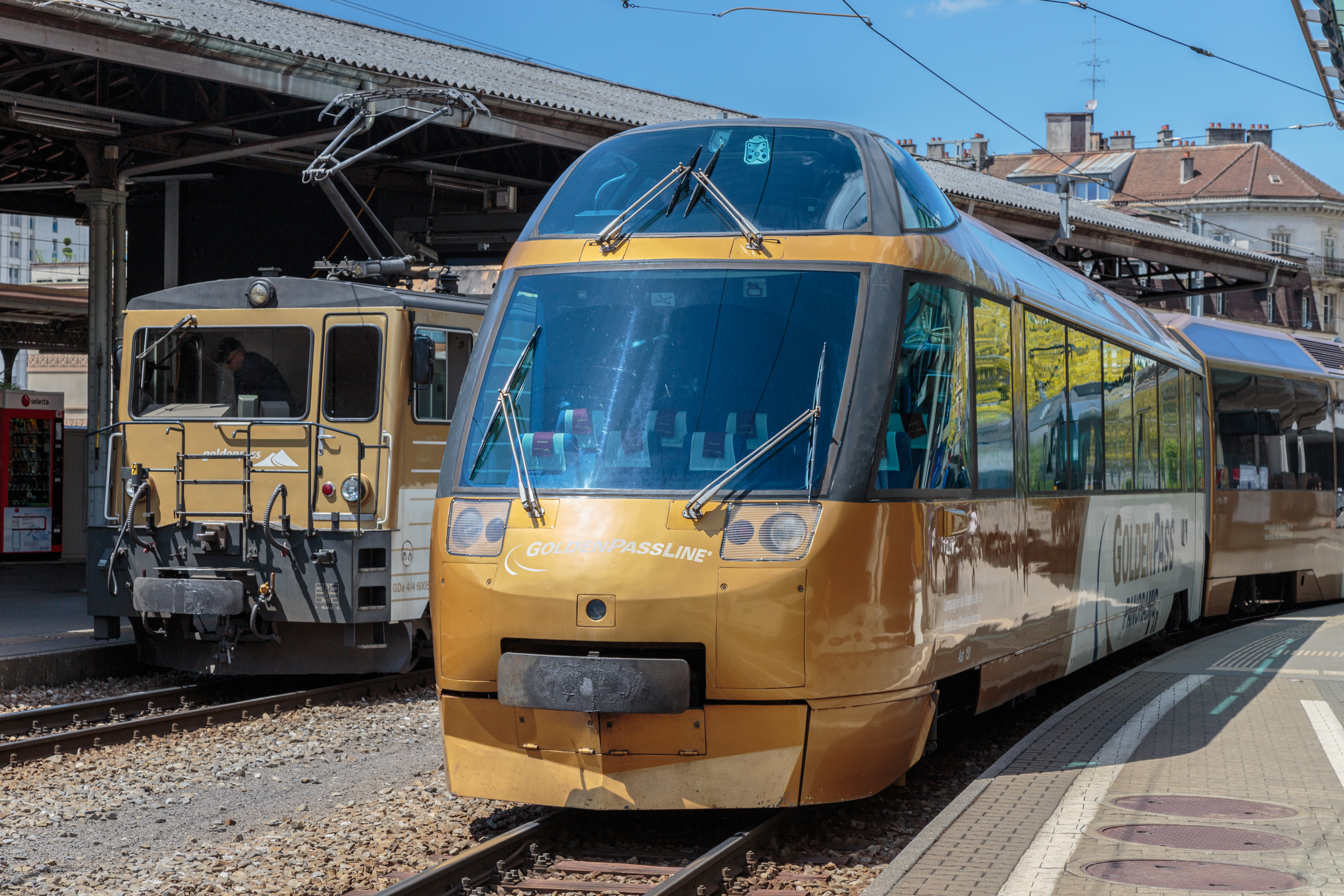
金色快车的全景列车

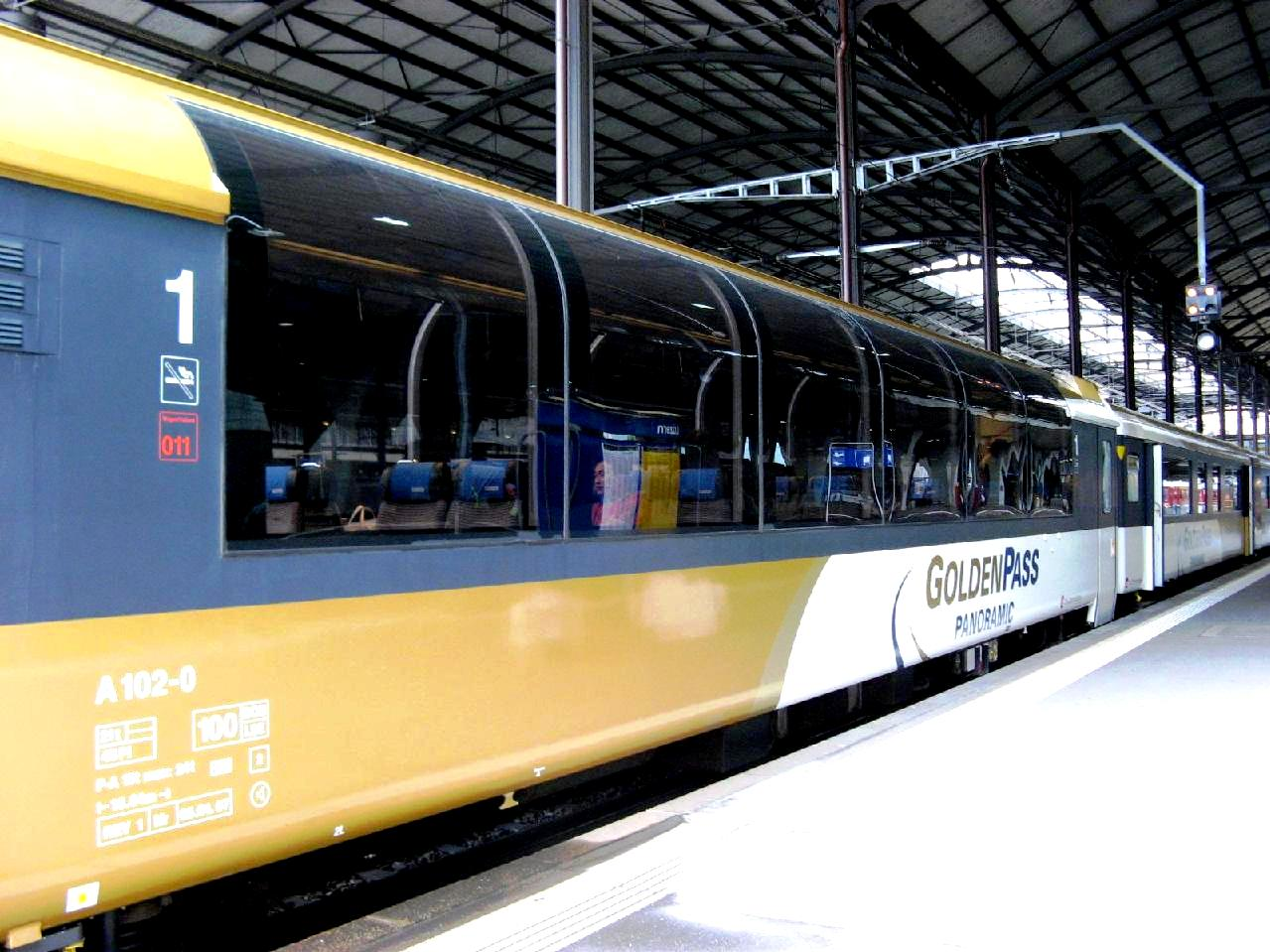
在卢塞恩车站的金色快车

金色快车（GoldenPass Line）是一条全景列车线路，在瑞士阿尔卑斯山区运行，连接蒙特勒与卢塞恩。该线路是由三家公司运营：
- 蒙特勒-Oberland Bernois：从蒙特勒到茨韦西门（Zweisimmen）（一米轨距)
- BLS：从茨韦西门到因特拉肯（标准轨距）
- Zentralbahn:从因特拉肯到卢塞恩（一米轨距)